# Pteronetta hartlaubii
Pteronetta hartlaubii, còn gọi là vịt Hartlaub (theo tên tiếng Anh Hartlaub's duck), là một loài chim trong họ Vịt.
Vịt Hartlaub là cư dân ở Tây xích đạo và Trung Phi, từ Guinea và Sierra Leone về phía đông qua Nigeria đến Nam Sudan, và về phía nam tới Gabon, Congo và Zaire.
Loài vịt này được đặt tên theo nhà tự nhiên học người Đức Gustav Hartlaub.